# Zone Rurale Est de Vitoria-Gasteiz
La Zone Rurale Est de Vitoria-Gasteiz en Alava (communauté autonome du Pays basque, Espagne) est la dénomination sous laquelle on groupe les concejos ruraux de la commune de Vitoria-Gasteiz. Elle se trouve à l'Est du centre de Vitoria-Gasteiz.
La population de ce secteur comptait 1 774 habitants en 2007.

## Concejos
La zone comporte les vingt concejos suivants :
- Aberasturi - 143 habitants.
- Andollu - 27 habitants.
- Arkaute - 80 habitants.
- Arkaia - 87 habitants.
- Argandoña - 48 habitants.
- Askarza - 57 habitants.
- Betoño - 522 habitants.
- Bolibar - 12 habitants.
- Elorriaga - 85 habitants.
- Gamiz - 18 habitants.
- Ilarratza - 95 habitants.
- Jungitu-Junguitu - 91 habitants.
- Lubiano - 35 habitants.
- Matauco - 33 habitants.
- Oreitia - 55 habitants.
- Otazu - 70 habitants.
- Ullibarri-Arrauza - 51 habitants.
- Uribarri Nagusia-Ullibarri de los Olleros - 54 habitants.
- Villafranca - 182 habitants.
- Zerio - 29 habitants.

### Sources
- (es) Cet article est partiellement ou en totalité issu de l’article de Wikipédia en espagnol intitulé « Zona Rural Este de Vitoria » (voir la liste des auteurs).